# Charles Sievwright
Charles Wightman Sievwright (* 31. März 1800 in Edinburgh, Schottland; † 10. September 1855 in Belgravia, London, England) war ein britischer Armeeoffizier und wurde 1839 zum Assistent-Protector of Aborigines in New South Wales im heutigen Gebiet von Victoria in Australien ernannt.

## Frühes Leben
Charles Sievwrigt war das dritte von sieben Kindern des Rechtsanwalts Andrew Sievwright und seiner Frau Ann, geborene Robertson. Im Alter von 15 Jahren trat er in ein schottisches Infanterieregiment ein und diente 20 Jahre, ohne jeglichen Einsatz in einem Krieg. Am 3. April 1822 heiratete er Christina Watt in Stirling, Schottland. Sie hatten sieben gemeinsame Kinder. 1837 ging er von Malta nach London und erhielt anschließend eine Anstellung als Assistent-Protector im Gebiet von Port Phillip.

## Protector of Aboringes
In Sydney kam er im November 1838 an und lebte mit seiner Familie im Zelt unter den Aborigines im Gebiet von Geelong. Als Protector of Aborigines hatte er von der Kolonialregierung den Auftrag erhalten die Rechte und das Leben der Aborigines zu schützen. Zu den Aufgaben von Sievwright gehört es auch über das Leben der Aborigines zu berichten. Er untersuchte umfangreich die Massaker an Aborigines und über deren Lebensverhältnisse. Dabei lebte mit seiner Familie teilweise mit bis zu 270 Aborigines zusammen. Er kritisierte die Verwaltungen der Kolonialregierung, die kaum etwas gegen die Not der indigenen Bevölkerung unternahm. Sievwright war bei den Weißen verhasst und seine Arbeit im Interesse der indigenen Bevölkerung drang bis zu Charles La Trobe und zum Gouverneur Sir George Gipps vor.
Sievwright hoffte, dass der Verlust ihrer traditionellen Lebensweise durch sporadische Lebensmittellieferungen der Kolonialverwaltung, Eigenanbau von Lebensmitteln und Arbeitsaufnahme der Aborigines ein gewisser Ausgleich für die verlorene Existenzgrundlage der Aborigines geschaffen werden würde. Doch diese bejagten weiterhin Vieh der Kolonisten, deshalb wurde er von den Weißen der Untätigkeit bezichtigt. Als er in einem Bericht über den Mord an drei unbewaffneten Aborigines und einem Kind durch eine Gruppe von Weißen schrieb, wurde er wegen Inkompetenz des Amtes enthoben und erhielt von 1842 an kein Gehalt mehr. Dies führte auch zu familiären Problemen, die in die Armut abrutschte. Gipps und La Trobe hielten Informationen über Sievwright zurück und ordneten keine offizielle Untersuchung an, da sie die Sorge hatten, dass er in London keinen fairen Prozess erhalten würde.
Als Sievwright seine offizielle Abberufung erhielt, ging er im November 1845 nach London zurück und ließ seine Familie in Armut zurück. 1847 wurde seine Abberufung nach einer unzureichenden Untersuchung bestätigt. Bis ins Jahr 1849 versuchte er die Wiederaufnahme seines Verfahrens mit einer vollständigen Untersuchung. Er wurde taub, erblindete und starb im September 1855, ohne dass er seine Familie wiedergesehen hatte. Seine Frau war 1854 vor ihm in Melbourne verstorben.